# Marcher dans le sable
Albums de Gérald de Palmas
Les Lois de la nature
(1997) Live 2002
(2002)
Singles
1. J'en rêve encore
Sortie : novembre 2000
2. Une seule vie
Sortie : avril 2001
3. Tomber
Sortie : septembre 2001
4. Regarde-moi bien en face
Sortie : décembre 2001

Marcher dans le sable est le troisième album de Gérald de Palmas, sorti en 2000. il s'agit de son premier album pour le label Polydor (Universal). 
Il reste à ce jour l'album le plus vendu du chanteur avec plus d'un million d'exemplaires vendus (disque de diamant). 
Le titre de l'album provient d'une phrase de la chanson d'ouverture, Une seule vie. L'album contient le tube J'en rêve encore écrit par Jean-Jacques Goldman, Une seule vie, Tomber écrit en collaboration avec Maxime Le Forestier et Regarde-moi bien en face.
Au niveau musical, cet album s'éloigne du son rock et soul/blues de ses 2 précédents sortis dans les années 1990 pour se rapprocher de la variété française orientée pop.

## Liste des chansons
Toutes les chansons sont écrites et composées par Gérald de Palmas sauf indication.
| No  | Titre                                                             | Auteur                                 | Durée |
| --- | ----------------------------------------------------------------- | -------------------------------------- | ----- |
| 1.  | Une seule vie                                                     |                                        | 3:05  |
| 2.  | J'en rêve encore                                                  | Jean-Jacques Goldman, Gérald de Palmas | 3:59  |
| 3.  | Tomber                                                            | Maxime Le Forestier, Gérald de Palmas  | 3:23  |
| 4.  | Regarde-moi bien en face                                          |                                        | 3:05  |
| 5.  | Tellement                                                         |                                        | 3:50  |
| 6.  | Tu finiras toute seule                                            |                                        | 3:34  |
| 7.  | Rien à faire ensemble                                             |                                        | 3:39  |
| 8.  | Déjà                                                              |                                        | 3:18  |
| 9.  | Je te pardonne                                                    |                                        | 3:06  |
| 10. | Le Gouffre                                                        | Raoul Nativel, Gérald de Palmas        | 2:37  |
| 11. | Trop tard                                                         |                                        | 3:36  |
| 12. | Si tu veux, Regarde-moi bien en face, version lente (titre caché) |                                        | 4:55  |

## Personnel
- Amaury Blanchard - batterie
- Pascal B. Carmen - guitare électrique
- Sébastien Chouard - guitare électrique
- Gérald de Palmas - arrangeur, chant, guitare basse, claviers, dobro, guitare acoustique, programmation
- Peter Gordeno - claviers
- Steve Prestage - ingénieur son
- Bernard Viguié - guitare basse

## Classements
| Pays          | Meilleure position |
| ------------- | ------------------ |
| France        | 2                  |
| Belgique (fr) | 2                  |
| Suisse        | 28                 |